# علی‌اکبر بسطامی
علی اکبر بسطامی  ( زاده ۱۳۴۵ بخش چوار ) چهره‌ی سیاسی اصولگرا و نماینده مردم حوزه انتخابیه ایلام، ایوان، سیروان، چرداول و مهران|ایلام، ایوان، سیروان، چرداول، مهران، در مجلس یازدهم است . وی توانست در یازدهمین انتخابات مجلس شورای اسلامی با کسب ۴۲۲۹۶ رای به عنوان نفر اول از حوزه‌ی انتخابیه ایلام، ایوان، سیروان، چرداول و مهران به مجلس شورای اسلامی راه یابد.
از جمله سوابق وی می توان به مدیرکل امور مجلس کمیته‌ی امداد کشور، مدیرکل کمیته امداد استان کردستان و مدیرکل کمیته امداد امام خمینی استان ایلام اشاره کرد.